# David Lydinghielm
David Lydinghielm, född 1631, död 1694 i Göteborg, var en svensk fortifikationsofficer.
Han blev 1657 hantlangare vid artilleriet, där han 1666 blev löjtnant samt tjänstgjorde tillika som konduktör vid Fortifikationen (sedan 1667) och som ingenjör (sedan 1671), blev 1675 generalkvartermästarlöjtnant och fick 1681 överstelöjtnants grad. Han adlades 1678 med namnet Lydinghielm (förut hette han Lyding).
Han uppgjorde bland annat ritningar och ledde arbeten på Nya Elfsborg, Bohus fästning, Karlstens fästning, Hedvigsholm och Otterhällan. Han deltog i krigsrörelserna i Bohuslän och Västergötland 1677, men framförallt verkade han för förstärkandet av Göteborgs försvarsverk.
Han har gett namn åt Lydinghielmsgatan i Vidkärr i östra Göteborg.